# Corologia
La corologia és la part de la biogeografia que s'ocupa d'estudiar la distribució geogràfica dels organismes i de la determinació d'una sèrie de corotips comuns a molts d'ells.

## Corotips
La distribució geogràfica de plantes i animals pot expressar-se de manera sintètica mitjançant els corotips.
L'anàlisi comparativa de les àrees de distribució de nombrosos organismes condueix a la determinació de diversos corotips generals; és a dir, nombroses espècies (o gèneres o tàxons superiors) comparteixen una àrea de distribució similar, posem per cas, la conca mediterrània, amb el que pot definir-se el corotip "mediterrani"; tals espècies solament viuen en els territoris que circumden el Mar Mediterrani, ja que tenen unes exigències ecològiques concretes (temperatura, humitat, etc.) que els fa impossible estendre la seua àrea de distribució més enllà.
Enumeració d'alguns corotips importants
A continuació s'enumeren alguns dels corotips generals; se sobreentén que una espècie o qualsevol altre tàxon no ha de colonitzar tota l'extensió de l'àrea esmentada, però sí estar present, encara que sigui de manera discontínua en les regions indicades:
1. Holàrtic. Espècies que habiten la Regió Holàrtica (Euràsia, Àfrica al nord del desert del Sàhara i Amèrica del Nord).
1.1. Paleàrtic. Espècies que habiten la Regió Paleàrtica (Euràsia al nord de l'Himàlaia), incloent Àfrica al nord del Sàhara i Macaronèsia.
1.1.1. Euroasiàtic o Asiàtic-Europeu. Corotipo que inclou Euràsia al nord de l'Himàlaia.
1.1.2. Paleàrtic occidental. Espècies distribuïdes des Macaronèsia i nord d'Àfrica, fins als Urals, la mar Càspia i meitat nord de la península aràbiga.
1.1.3. Asiàtic o Paleàrtic oriental. Inclou Àsia a l'est del Caspi i al nord de l'Himàlaia.
1.1.4. Eurosiberià o Sibero-Europeu. Espècies repartides per Europa, Anatòlia i Sibèria, és a dir, Àsia al nord d'una línia imaginària que va des del riu Amur fins al Caspi; s'exclouen per tant les zones estepàries de l'Àsia central.
1.2. Neàrtic. Espècies distribuïdes a la Regió Neàrtica, és a dir, Amèrica del Nord fins a les muntanyes de Mèxic central.
2. Neotropical. La resta del continent americà, és a dir, la Regió Neotropical, incloent el Carib, el sud de Florida, al sud de Baixa Califòrnia i el sud de Mèxic.